# كأس الملك السعودي 1960
كأس الملك السعودي 1960 أو ما يعرف باسم كأس جلالة الملك المعظم ، هي المرحلة الأولى كانت من عام 1957 إلى 1960م وكان نظام البطولة يعتمد على نظام الدوري وكانت المشاركة لفرق المنطقة الغربية هي النسخة الرابعة من بطولة كأس خادم الحرمين الشريفين. أقيم النهائي بين فريقي الاتحاد والوحدة، وفاز بها نادي الاتحاد بعد تغلبه على نادي الوحدة بنتيجة 3-0.